# Eduard Dobbert
Eduard Dobbert (ryska: Эдуард Яковлевич Добберт), född den 25 mars 1839 i Sankt Petersburg, död den 30 september 1899 i Gersau, var en ryskfödd tysk konstskriftställare.
Dobbert redigerade 1866 "Sankt Petersburger Wochenschrift" och kallades 1873 till Friedrich Eggers efterträdare som lärare i konsthistoria vid tekniska högskolan och konstakademien i Berlin. År 1875 blev han professor. Vid tekniska högskolan tjänstgjorde han som rektor under ett läsår. Bland hans arbeten märks: Darstellung des Abendmahls durch die byzantinische Kunst (1872; i Zahns "Jahrbücher für Kunstwissenschaft"), Ueber den stil Niccolò Pisanos und dessen Ursprung (1873), Reden und Aufsätze kunstgeschichtlichen Inhalts (1900, utgivet efter Dobberts död).